# Venio Piero Quinque
Venio Piero Quinque (* 1969 in Hamburg) ist ein deutscher Bundesbeamter, Jurist, Kommunikationswissenschaftler und Verwaltungsmanager. Er ist Abteilungspräsident beim Bundesamt für Wirtschaft und Ausfuhrkontrolle (BAFA) und leitet dort seit Januar 2024 die Abteilung 6 – Klimaschutz Gebäude, Energie-Info-Center, Anpassungsgeld.

## Ausbildung und früher Werdegang
Quinque trat 1989 nach dem Abitur unmittelbar in den Journalismus ein. In der Zeit des politischen Umbruchs in der DDR und unmittelbar nach der Wiedervereinigung arbeitete er als Reporter, Kulturredakteur und später als Korrespondent für große deutsche Verlagshäuser, darunter Gruner + Jahr, in den neuen Bundesländern.
Er studierte Rechtswissenschaften (LL.B., LL.M.) sowie Journalistik und Kommunikationswissenschaft (M.A.) an der Universität Hamburg. Darüber hinaus absolvierte er ein europäisches Executive-Masterprogramm in Master of European Governance and Administration (MEGA) an der École Nationale d’Administration (ENA), der Université Paris 1 Panthéon-Sorbonne, der Humboldt-Universität zu Berlin, der Universität Potsdam und der Deutschen Universität für Verwaltungswissenschaften Speyer.

## Beruflicher Werdegang
Quinque ist seit vielen Jahren im höheren öffentlichen Dienst tätig. Bevor er 2025 zum Abteilungspräsidenten beim BAFA ernannt wurde, leitete er dort seit 2024 die rund 300 Mitarbeitende umfassende Abteilung 6 und ist zugleich Standortleiter in Weißwasser (O.L., Sachsen). In dieser Funktion verantwortet er milliardenschwere Klimaschutzprogramme im Gebäudebereich sowie umfassende Transformationsprozesse. Im Rahmen seiner Aufgaben verantwortet Quinque zudem das Anpassungsgeld für Beschäftigte im Strukturwandel sowie den Aufbau und die strategische Steuerung des Energie-Info-Centers als zentrale Anlaufstelle für Fragen zur energetischen Gebäudesanierung.
Von Juni 2020 bis Januar 2024 war er Generalsekretär des Nationalen Begleitgremiums (NBG), das den gesellschaftlichen Dialog im Rahmen der Endlagersuche für hochradioaktive Abfälle in Deutschland koordiniert. Zuvor war er Leiter der Unternehmenskommunikation der Bundesanstalt für Materialforschung und -prüfung (BAM) und von 2006 bis 2016 Gründungsgeschäftsführer der Allianz Technischer Universitäten TU9.

## Veröffentlichungen und Beiträge
Quinque hat Fachbeiträge zu strategischer Kommunikation, Wissenschafts- und Verwaltungskommunikation sowie partizipativen Governance-Prozessen veröffentlicht. Darüber hinaus publizierte er im Bereich des investigativen Journalismus mit besonderem Fokus auf Transparenz staatlichen Handelns, politische Verantwortung und die Rolle der Medien im demokratischen Diskurs.

## Mitgliedschaften und Engagement
Quinque war Mitglied im Fachbeirat Research & Technology der Deutschen Messe AG zur Hannover Messe.